# Дэвисон, Питер (профессор)
Питер Хобли Дэвисон (англ. Peter Hobley Davison; 10 сентября 1926, Ньюкасл-апон-Тайн, Нортамберленд, Англия — 16 августа 2022, Суиндон, Уилтшир, Англия) — английский литературовед и преподаватель, специалист по творчеству английского писателя Джорджа Оруэлла.

## Биография
Родился в Ньюкасл-апон-Тайне. Степень доктора философии получил в Сиднейском университете. В 1992 году был президентом Библиографического общества и в течение 12 лет редактировал журнал «Библиотека». В 2003 году получил золотую медаль Общества.
В 1998 году при содействии своей жены Шейлы Дэвисон и Яна Ангуса отредактировал 20-томное Полное собрание сочинений Джорджа Оруэлла (Secker & Warburg, 1998).
В 2013 году редактировал «Orwell’s Diaries» (в 2019 году вышел русский перевод) и «Orwell: A Life in Letters».